# Los Ríos (regio)
Los Ríos (Nederlands: De Rivieren) is een van de zestien regio's van Chili, met als hoofdstad Valdivia. De regio telt 384.837 inwoners (2017) en grenst aan Araucanía (IX) (noorden), Argentinië (oosten), Los Lagos (X) (zuiden) en de Grote Oceaan (westen). De regio werd in oktober 2007 gecreëerd; voorheen was het een provincie van Los Lagos onder de naam Valdivia.

## Provincies
De regio Los Ríos bestaat uit twee provincies:
- Valdivia
- Ranco

## Gemeenten
De regio Los Ríos bestaat uit twaalf gemeenten:
- Corral
- Futrono
- La Unión
- Lago Ranco
- Lanco
- Los Lagos
- Mariquina
- Máfil
- Paillaco
- Panguipulli
- Río Bueno
- Valdivia